# 태풍 난마돌 (2022년)
태풍 난마돌(NANMADOL)은 2022년에 북서태평양에서 발생한 제14호 태풍이다. 난마돌(NANMADOL)은 미크로네시아에서 제출한 이름으로 미크로네시아의 유적지 '난마돌'을 의미한다.

## 태풍의 진행

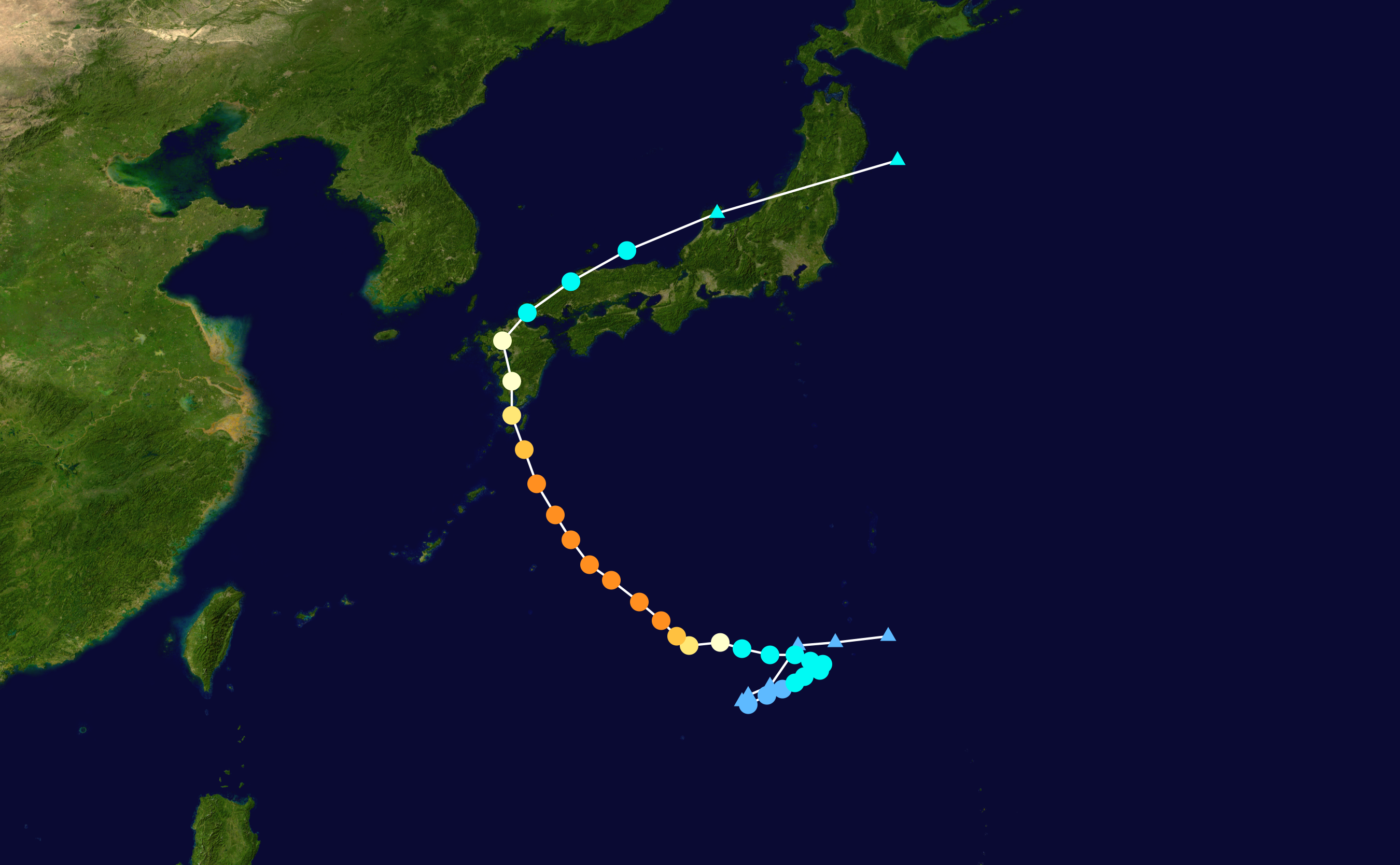
태풍 난마돌의 경로

2022년 태풍 난마돌은 9월 14일 3시에 중심기압 996hPa, 최대풍속 18m/s, 강풍 반경 390km(남동쪽 반경)의 열대폭풍으로 일본 오키나와 동남동쪽 약 1,300km 부근 해상에서 발생하였다.(일본 기상청 태풍정보 속보치 기준) 발생 이후 북북동~북서진하며 약한 윈드시어와 높은 수온으로 인해 급발달하였고, 9월 17일 3시에 일본 오키나와 동쪽 약 590km 부근 해상에서 중심기압 910hPa, 최대풍속 54m/s의 '맹렬한' 태풍으로 최성기를 맞이하였다. 최성기 이후 북서~북북서진하며 서서히 약화되었고, 9월 18일 13시에 일본 기상청 기준으로 중심기압 930hPa, 최대풍속 46m/s의 세력으로 일본 야쿠섬을 통과한 뒤, 9월 18일 17시에 일본 기상청 기준 중심기압 940hPa, 최대풍속 44m/s의 매우 강한 세력으로 일본 규슈 가고시마현 가고시마시 기모츠키군 미나미오스미초에 상륙하였다. 9월 18일 18시에 일본 기상청 기준 중심기압 940hPa, 최대풍속 44m/s의 세력으로 가고시마만을 통과하였다. 가고시마시에서의 실측치를 일본 기상청에서 반영한 것으로 추정된다. 일본 규슈를 관통하며 육상 마찰로 인해 급약화되었고, 9월 19일 6시에 일본 기상청 기준 중심기압 970hPa, 최대풍속 33m/s의 세력으로 약화되었고 일본 후쿠오카시 부근 육상에서 북동진으로 전향을 시작하였다. 9월 19일 14시에 일본 기상청 기준으로 태풍 난마돌이 동해상에 진출한 뒤 편서풍과 제트기류를 타면서 빠르게 동북동진하며 온대저기압화가 진행되어서, 9월 20일 9시에 일본 센다이 북동쪽 약 230km 부근 해상에서 중심기압 994hPa의 온대저기압으로 변질되었다.(한국 기상청 기준으로는 중심기압 990hPa의 온대저기압으로 변질되었다.) 태풍 난마돌로 인해 2022년 9월 18일 11시 51분에 일본 야쿠섬에서 순간최대풍속 50.9m/s가 기록되었다. 태풍 난마돌로 인해 2022년 9월 18일 13시 10분에 일본 야쿠섬에서 932.3hPa의 해면기압이 관측되었다. 태풍 난마돌로 인해 2022년 9월 18일 19시에 일본 가고시마시에서 940.8hPa의 해면기압이 관측되었다.

## 피해

### 일본
- 사망자 5명
- 부상자 147명[2]

### 한국
강풍으로 인해 부산, 울산, 대구에서 1356가구가 정전됐으며 경부선, 대구선, 동해선 등 6개 노선에서 일반열차 운행이 34차례 중지되거나 단축되고 여러명이 부상당하는 등 각종 피해가 발생했다.

## 같이 보기
- 무로토 태풍
- 태풍 낸시 (1961년)
- 태풍 올리브 (1971년)
- 태풍 콩레이 (2018년)
- 태풍 하이선 (2020년)